# 麥克·耶格爾
麥克·耶格爾（Michael Jäger）是一位奧地利編輯、業餘天文學家和彗星發現者。

## 生涯
自1980年起，麥克·耶格爾擔任《信使報》（Kurier）的編輯。自2005年起，他領導下奧地利州編輯部，自2010年起，他領導編年史部。
自1982年以來，耶格爾一直致力於彗星的觀測。截至2015年1月，他已經記錄了超過500個彗星天體。1994年8月28日，耶格爾發現了從141P/梅克赫茲彗星上分離出來的彗星碎片。1998年10月23日，他發現了耶格爾彗星（290P/Jäger）。

## 榮譽
1999年，耶格爾因發現彗星而被授予埃德加·威爾遜獎。同年，他成為德國星友協會頒發的VdS獎章（Vds Medaille）的首位得主。2004年5月，小行星 78391以他的名字命名。2014年6月24日，麥克·耶格爾因其新聞工作榮獲下奧地利銀質榮譽勳章。